# Rybocyclops dussarti
Rybocyclops dussarti is een eenoogkreeftjessoort uit de familie van de Cyclopidae. De wetenschappelijke naam van de soort is voor het eerst geldig gepubliceerd in 2008 door Reddy & DeFaye.